# Шталь-Енчик, Екатерина
Екатерина Клара Шталь-Енчик (венг. Stahl Jencsik Katalin, рум. Ecaterina Clara Stahl-Iencic; 31 июля 1946, Сату-Маре — 26 ноября 2009, там же) — румынская фехтовальщица венгерского происхождения, дважды бронзовый призёр летних Олимпийских игр 1968 и 1972 годов в командном первенстве на рапирах, всего участница пяти Олимпиад. Чемпионка мира 1975 года. Мать румынской фехтовальщицы Кристины Шталь.